# Карасёв, Игнатий Андреевич
Игнатий Андреевич Карасёв (1906—?) — подполковник Государственной Безопасности, начальник Ухто-Ижемского УИТЛ НКВД, начальник Главслюды МВД СССР.

## Биография
Родился в 1906 году в деревне Старый Пруд Себежского уезда Витебской губернии. Член ВКП(б) с 1928 года.
С 1935 года — на хозяйственной, общественной и политической работе. В 1935—1954 гг. — инженер Туломского отделения управления Беломорско-Балтийского комбината НКВД, начальник геологических работ, секретарь партбюро управления Волгостроя НКВД, начальник политотдела Лужского ИТЛ и строительства № 200 НКВД, начальник политотдела Соликамского ИТЛ и строительства НКВД, начальник политотдела, начальник Ухто-Ижемского УИТЛ НКВД, начальник Главслюды МВД СССР.
В декабре 1944 года имел звание подполковника Гос. Безопасности.
Избирался депутатом Верховного Совета СССР 3-го созыва.